# Dario De Luca (politico)
Dario De Luca (Potenza, 26 luglio 1956) è un ingegnere e politico italiano, sindaco di Potenza dal 2014 al 2019.

## Biografia
Nato a Potenza il 26 luglio 1956, si diploma presso il Liceo scientifico Galileo Galilei del capoluogo lucano e si laurea in Ingegneria Civile presso il Politecnico di Torino il 24 luglio 1979 col massimo dei voti.

### Sindaco di Potenza
Il 9 giugno 2014, ribaltando il risultato del primo turno, sconfigge col 58,54% dei voti il favorito Luigi Petrone (Partito Democratico), divenendo il primo sindaco di centrodestra della città di Potenza con una minoranza in consiglio comunale. É, inoltre, il primo esponente di Fratelli d'Italia ad essere eletto sindaco in un comune capoluogo.
Nel corso del suo mandato si è impegnato, insieme alla giunta comunale, nella riorganizzazione dei trasporti urbani (scale mobili e autobus), la riqualificazione delle pavimentazioni del centro storico, l'installazione del manto erboso sintetico di ultima generazione e  i lavori di ristrutturazione per ottenere l'idoneità alla Serie C dello Stadio Alfredo Viviani. Inoltre la Città di Potenza ha raggiunto, con l'implementazione della raccolta dei rifiuti, il ragguardevole obiettivo del 65% di raccolta differenziata conquistando il relativo primato come primo Capoluogo di Regione in Italia.
Nel 2019, a seguito di un'iniziale volontà di ricandidarsi, decide di non concorrere per un secondo mandato.